# گونتر کرامپف
گونتر کرامپف (آلمانی: Günther Krampf؛ ۸ فوریه ۱۸۹۹ – ۴ اوت ۱۹۵۰) یک فیلم‌بردار اهل اتریش بود که بعدها در سال ۱۹۳۱ میلادی در بریتانیا مستقر و مشغول به کار شد. وی با عبارت «شبح تاریخ سینما» توصیف شده‌است. این تعبیر به دلیل نقش تا حد زیادی فراموش شدهٔ وی برای کار بر روی تعدادی از فیلم‌های مهم دوران صامت و اوایل عصر فیلم ناطق است.
تنها دو فیلم کرامپف، دانشجوی پراگ (۱۹۲۶) و سادیست (۱۹۳۳) تحت تأثیر شیوه اکسپرسیونیسم آلمان بود. او به طور کلی سبک واقع‌گرایی را در فیلم‌برداری و نگاهش به سینما، به کار می‌گرفت.
کرامپف نخستین فیلم‌بردار‌ی را در سال ۱۹۲۰ میلادی انجام داد.

## منتخب فیلم‌شناسی
- نوسفراتو (۱۹۲۲)
- کفش گم شده (۱۹۲۳)
- جعبه پاندورا (۱۹۲۹)
- صورتک‌ها (۱۹۲۹)
- دانشجوی پراگ (۱۹۲۶)
- مهرگیاه (۱۹۳۰)
- کوله وامپه (۱۹۳۲)
- سادیست (۱۹۳۳)
- تونل (۱۹۳۵)
- کفش‌های مرد مرده (۱۹۴۰)
- محله لاتین (۱۹۴۵)
- تصویری از کلر (۱۹۵۰)